# Eupithecia obscurata
Eupithecia obscurata là một loài bướm đêm trong họ Geometridae.